# Pedicia semireducta
Pedicia (Crunobia) semireducta là một loài ruồi trong họ Pediciidae. Chúng phân bố ở vùng sinh thái Palearctic.